# Chaetonotus octonarius
Chaetonotus octonarius är en djurart som tillhör fylumet bukhårsdjur, och som beskrevs av Stockes 1887. Chaetonotus octonarius ingår i släktet Chaetonotus och familjen Chaetonotidae. Inga underarter finns listade i Catalogue of Life.